# نوئل هاله
نوئل هاله (انگلیسی: Noël Hallé؛ ۲ سپتامبر ۱۷۱۱ – ۵ ژوئن ۱۷۸۱) نقاش اهل فرانسه بود.
وی همچنین برندهٔ جوایزی همچون جایزه بزرگ رم شده‌است.